# Гребной канал (Барнаул)
Гребной канал в городе Барнауле существует с 1984 года. Расположен он на правом берегу реки Обь сразу за железнодорожным мостом. Инициатива создания этого гребного канала принадлежит двукратному чемпиону мира по гребле на байдарках, заслуженному мастеру спорта СССР Константину Костенко, который смог убедить в необходимости строительства тогдашнего председателя Барнаульского горисполкома Анатолия Мельникова.

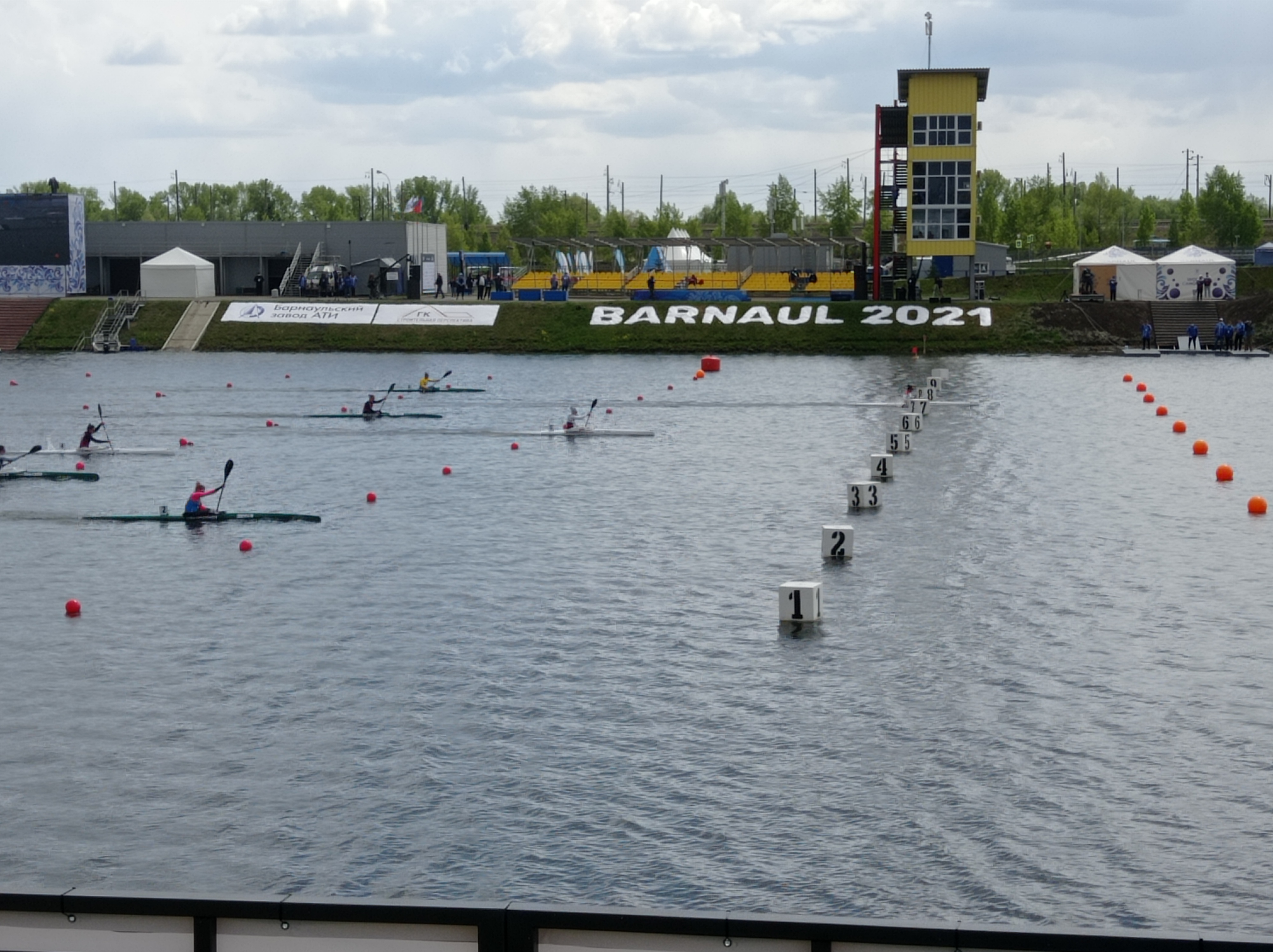
Второй этап Кубка мира по гребле на байдарках и каноэ. Май 2021 года.

Размеры канала 1850×110 метров. Глубина — 16 метров, что создаёт так называемый эффект «быстрой воды». Это наряду с благоприятной для гребцов розой ветров создаёт уникальные условия для тренировок и соревнований любого уровня, в том числе международного. В 2015—2018 годах прошла реконструкция канала, в которую было вложено около 280 млн рублей. В 2019 года начался новый этап реконструкции, связанный с проведением в Барнауле крупного международного соревнования, на который было выделено из краевого бюджета 262,5 млн рублей.
С 2018 года на гребном канале Барнаула стали систематически проводиться масштабные спортивные соревнования, как российские, так и международные, самым значимым из которых стал второй этап Кубка мира по гребле на байдарках и каноэ в мае 2021 года. В рамках этих соревнований были разыграны лицензии на Олимпийские игры в Токио.

## События
- Сентябрь 2018 года - международный "Кубок чемпионов" (участники из 24 стран).
- Май 2021 года - Второй этап кубка мира по гребле на байдарках и каноэ (отбор на Олимпийские игры в Токио).
- Июнь 2022 года - Студенческий фестиваль гребли (рекорд России по самому массовому параду на спортивных лодках).
- Июль 2022 года - Первенство Сибири по гребле (участие более 150 спортсменов).
- Сентябрь 2023 года - кубок братьев Агеевых и олимпийских чемпионов Александра Дьяченко и Юрия Постригай по гребле на байдарках и каноэ "Алтайская регата"